# Михаило Баштован
Свети новомученик Михаило Баштован или Михаило ђубретар  (1753 — 9. јул 1771) је грчки светитељ и мученик. Његово житије је сачувано у Атинској хроници и у Новом мартирологију светог Никодима.

## Биографија
Рођен је 1753. године близини Тисиоса од побожних и сиромашних родитеља. Био је неписмен и зарађивао је за живот скупљајући ђубре по градинама и разносећи га на свом магаренцету сељацима у околини Атине и продавајући га. Касније је постао баштован продајући своје производе у предграђу Атике. Као младић, био је жртва клевете, да је слањем хране подржавао побуњенике у Саламини, или поо другима да је допремао барут побуњеницима са планина Атике. Оптужба никада није доказана, али је осуђен на смрт. Његов џелат га је водио по улицама Атине и тражио од њега да се преобрати у ислам како би избегао смрт. Али он то није прихватио. Тридесет дана Турци мучитељи мучиили су  га у тамници, трудећи се да га или приволе или принуде да прими њихову веру. Али у томе нису успели. Затим су га извели пред капетана. Капетан му је нудио разноврсне дарове, и новац и одело, и имање, само да се потурчи. Но Михајло је остао чврст у својој вери, и само изрекао: "Не турчим се". Тада га је капетан послао паши да му он суди. Паша му је обећавао много више него капетан; али му је и предочио страшна мучења која га чекају. Све то ни најмање није поколебало младог мученика. Паша га је онда предао судији. Судија је на сличан начин покушао да га придобије и приволи на потурчење. Али ни он није у томе успео и најзад изрече пресуду: „да се Михаилу одсече глава”. Слуге су извеле Михаила на губилиште, а Михаило је, без трунке страха, с радошћу пошао ка месту погубљења, и хришћанима које је успут сретао обраћао се речима: "Опростите ми, браћо! и Бог нека вама опрости!". Убијен је одсецањем главе.
Михајлово страдање се десило 9. јула 1771. године и његова смрт је изазвала велику пажњу у атинском друштву. Његово име данас носи пут у Атини у Нео Космосу, као и суседна трамвајска станица.
Православна црква прославља светог Михајла 30. јуна и 9. јула као светитеља. Године 2003. проглашен је покровитељем нутрициониста и дијететичара.
На стубу Олимпије Диос налази се угравиран натпис: „1771. 9. јула Михалис Пакнанас је обезглављен“.